# Churachandpur (distrikt)
Churachandpur är ett distrikt i Indien.   Det ligger i delstaten Manipur, i den östra delen av landet, 1 700 km öster om huvudstaden New Delhi. Antalet invånare är 274 143.
Följande samhällen finns i Churachandpur:
- Churāchāndpur